# Ратгебер, Ласло
 Ласло Ратгебер  (венг. László Rátgéber; род. 11 июня 1966 года, Нови-Сад, Югославия) — венгерский баскетбольный тренер, с которым связаны все успехи женского венгерского баскетбола в период с 90-х годов XX века — первом десятилетии XXI века.

## Карьера
Ласло Ратгебер воспитанник югославской баскетбольной школы, сначала в качестве игрока, а затем уже и тренера, находился в команде «Войводина» из Нови-Сада.
В 1993 году переезжает в Венгрию, где становится главным тренером «Печи ВСК». При нём клуб становится «грандом» венгерского женского баскетбола, за 15 лет команда 9 раз выигрывает первенство Венгрии, 9 раз владеет национальным кубком, 4 «вице-чемпионства» и 2 «бронзовые» медали. В сезоне 2000/01 подопечные Ратгебера, впервые в истории венгерского баскетбола, пробились в «Финал четырёх» Евролиги ФИБА, где заняли 3-е место. В сезоне 2003/04 команда повторила результат в Евролиге.
Параллельно с тренировками в клубе, с 1997 года Ласло возглавлял женскую сборную Венгрии. В дебютном своём выступлении за сборную, команда занимает 4-е место на чемпионате Европы (лучший результат за последние 15 лет) и получает путёвку на «мировой форум», где в 1998 году занимает 10-е место (последнее выступление Венгрии на чемпионате мира). В начале XXI века сборная Венгрии только три раза участвовала в финальных турнирах первенства Европы и все эти разы были под руководством Ратгебера.
В 2008 году Ласло подписывает контракт с одним из сильнейших российских клубов подмосковным «Спартаком», с которым выигрывает Евролигу ФИБА и Суперкубок Европы. В России триумфальный сезон не получился, был проигран финал кубка России екатеринбургскому «УГМК» и ему же, финальная серия первенства России. В начале сезона 2009/10 президент клуба Шабтай Калманович не стал продлевать соглашение с венгерским тренером.
В сезоне 2010/11 Ратгебер тренировал стамбульский «Фенербахче». На его счету «чемпионство» Турции, победа в Суперкубке Турции и проигрыш в четвертьфинале Евролиги ФИБА «Спарте энд К».
В своей тренерской карьере его два раза назначали тренировать сборную мира на Матче всех звёзд Евролиги. В 2009 году американки, ведомые венгерским специалистом, проиграли сборной Европе со счётом 78:101, но в 2011 они взяли реванш — 116:88.
В 2012 году Ласло переквалифицировался из женского тренера в мужские, по предложению Венгерской федерации баскетбола он тренировал мужскую национальную команду, с которой не прошёл отбор на чемпионат Европы — 2013.
Является основателем «Ратгебер Академии», где тренируются и обучаются играть в баскетбол венгерские юные спортсмены.

## Достижения тренера
- Победитель Евролиги ФИБА: 2009
- Бронзовый призёр Евролиги ФИБА: 2001, 2004
- Обладатель Суперкубка Европы: 2009
- Чемпион Венгрии: 1995, 1996, 1998, 2000, 2001, 2003, 2004, 2005, 2006
- Чемпион Турции: 2011
- Серебряный призёр чемпионата Венгрии: 1999, 2002
- Серебряный призёр чемпионата России: 2009
- Бронзовый призёр чемпионата Венгрии: 1994, 1997,
- Обладатель Кубка Венгрии: 1997, 1998,1999, 2000, 2001, 2002, 2003, 2005, 2006.